# Sant Vicenç de Castellet
Sant Vicenç de Castellet település Spanyolországban, Barcelona tartományban. Lakosainak száma 10 131 fő (2024).

## Földrajza
Sant Vicenç de Castellet Manresa, El Pont de Vilomara i Rocafort, Mura, Rellinars, Castellbell i el Vilar, Monistrol de Montserrat, Marganell és Castellgalí községekkel határos.

## Népesség
A település lakosságának változását az alábbi diagram mutatja:
| Lakosok száma | 139  | 1270 | 3800 | 5398 | 7531 | 7532 | 8564 | 9326 | 9523 | 10 131 |
|               | 1717 | 1887 | 1936 | 1960 | 1986 | 2004 | 2009 | 2014 | 2019 | 2024   |